# 山形県立酒田工業高等学校
山形県立酒田工業高等学校（やまがたけんりつ さかたこうぎょうこうとうがっこう、英: Yamagata Prefectural Sakata Technical High School）は、山形県酒田市宮海字新林にあった県立工業高等学校。略称は「酒工」。

## 設置学科
- 全日制課程
  - 機械技術科
  - 電子機械科
  - エネルギー技術科
  - 環境技術科

## 沿革
- 1962年 - 酒田商工高等学校より独立し、山形県立酒田工業高等学校として開校。全日制機械科、工業化学科、土木科、化学工学科、定時制機械科、工業化学科、土木科を設置。
- 1963年 - 全日制、定時制の両課程に電気科を設置。
- 1965年 - 全日制工業計測科を設置。
- 1971年 - 定時制工業化学科の募集を停止。
- 1977年 - 定時制電気科の募集を停止。
- 1980年 - 定時制機械科の募集を停止。
- 1983年 - 定時制を閉課。
- 1985年 - 工業計測科を電子制御科に転科。
- 1994年 - 化学工学科、工業化学科を化学技術科、情報技術科に転科。
- 1998年 - 電子制御科を電子機械科に転科。
- 2005年 - 機械科、電気科、情報技術科、土木科、化学技術科を機械技術科、電子機械科、情報システム科、土木システム科、環境エネルギー科に転科。
- 2009年 - 機械技術科、電子機械科、情報システム科、土木システム科、環境エネルギー科を機械技術科、電子機械科、エネルギー技術科、環境技術科に転科。
- 2012年 - 酒田商業高、酒田北高、酒田中央高と統合して山形県立酒田光陵高等学校開校に伴い、閉校。

## 部活動
- 運動系
  - 陸上競技部、ソフトテニス部、卓球部、バスケットボール部、バレーボール部、野球部、水泳部、山岳部、剣道部、弓道部、柔道部、バドミントン部、サッカー部、ラグビー部、テニス部、少林寺拳法部、ウエイトリフティング部、ボクシング部、相撲同好会
- 文化系
  - 美術部、吹奏楽部、茶道同好会、写真同好会、英語同好会、クッキング同好会、ボランティア同好会
- 生産系
  - 機械技術部、電子機械技術部、情報・エネルギー技術部、土木・環境技術部、自動車部

## 卒業生
- 斎藤志郎（声優）
- 新関世志輝（ラグビーユニオン選手）
- 土井広之（格闘家）
- 鳥海修（書体設計士）